# شارع باغراميان

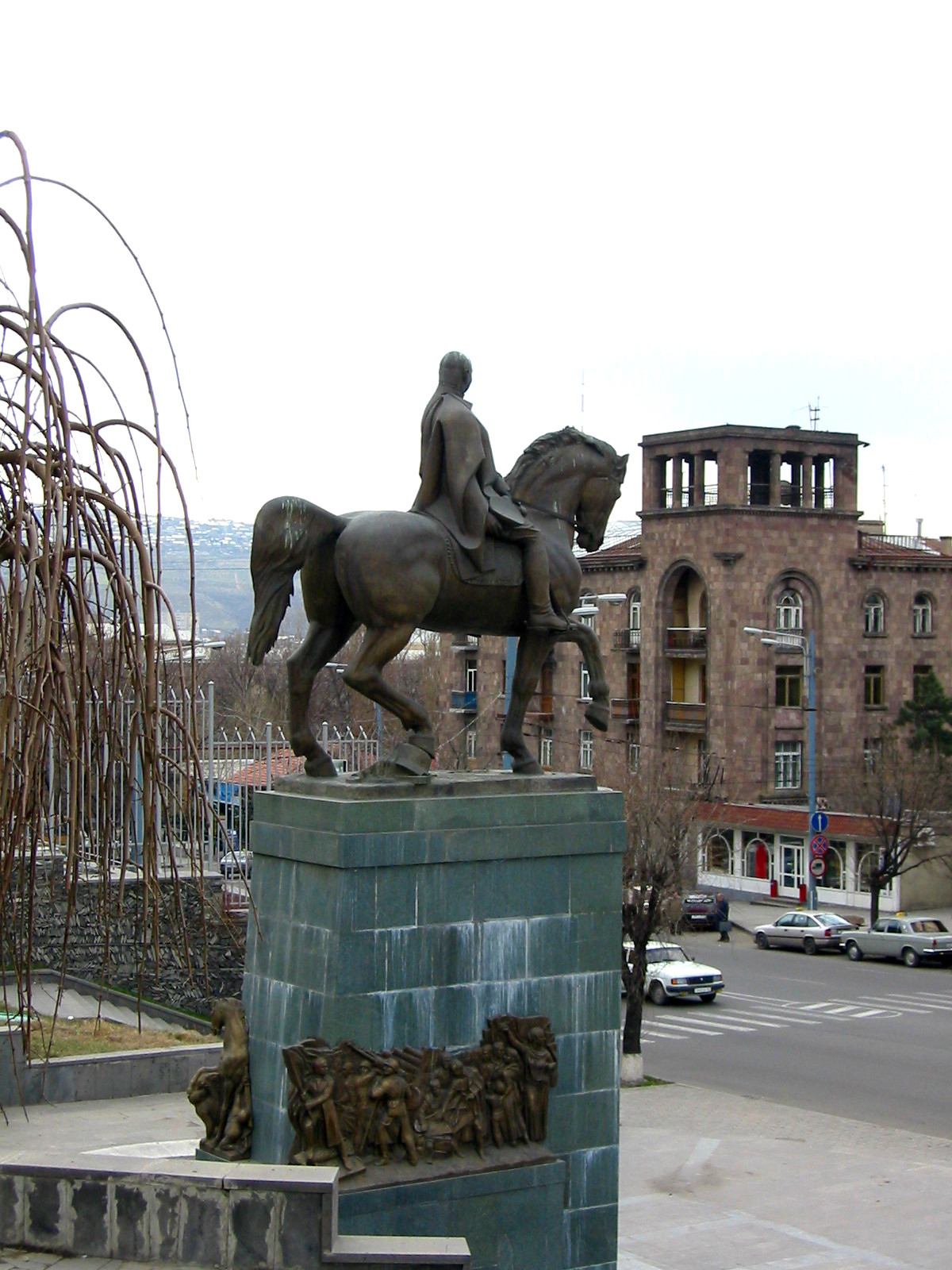
جادة مارشال باغراميان مع تمثال إيفان باغراميان في الوسط

جادة مارشال باغراميان (بالأرمينية: Մարշալ Բաղրամյան Պողոտա) واحد من أشهر شوارع منطقة كنتيرون المركزية. يقع بشمال غرب حي أرابكير في مدينة يريفان ،عاصمة أرمينيا.
سمي هذا الشارع باسم القائد الأرمني السوفييتي ومارشال الاتحاد السوفياتي إيفان باغراميان حيث يتوسط تمثاله الشارع. كان يعرف باسم جادة الصداقة بين عامي 1970 و 1995، إشادة للصداقة التي كانت تجمع الدول أعضاء الاتحاد السوفياتي.
يبلغ طول جادة مارشال باغراميان 2.2 كم ويبدأ من ميدان فرنسا في الشرق وينتهي بساحة بريكموتين في الغرب. والعديد من مباني البعثات الدبلوماسية والمؤسسات التعليمية والحكومية موجودة به.

## مباني الجادة
العديد من مباني البعثات الدبلوماسية والمؤسسات التعليمية والحكومية البارزة موجودة بجادة مارشال باغراميان. نذكر منها:

### مباني حكومية
- مقر إقامة رئيس الوزراء.
- الجمعية الوطنية لجمهورية أرمينيا.
- مجلس الأمن القومي لجمهورية أرمينيا.
- المحكمة الدستورية لجمهورية أرمينيا.

### البعثات الدبلوماسية الأجنبية
- سفارة المملكة المتحدة.
- سفارة السويد.
- سفارة الجمهورية العربية السورية.
- سفارة جمهورية الصين الشعبية.
- قنصلية تايلاند.

### التعليم والعلوم والثقافة
- الجامعة الأمريكية في أرمينياالجامعة الأمريكية في أرمينيا

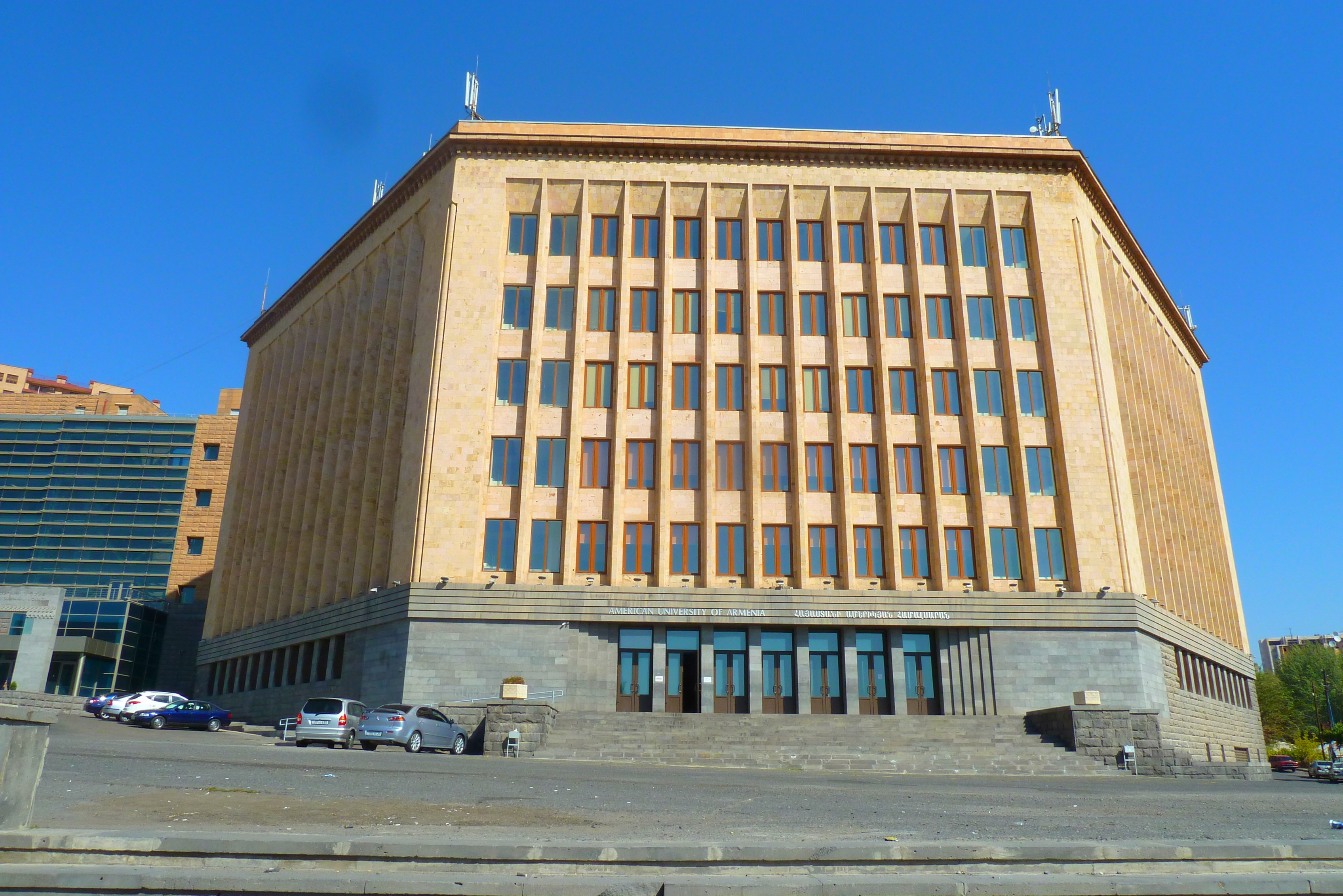
الجامعة الأمريكية في أرمينيا

- الأكاديمية الوطنية الأرمنية للعلوم
- متحف آرام خاتشاتوريان
- اتحاد الكتاب من أرمينيا.
- اتحاد المهندسين المعماريين في أرمينيا.
- المدارس العامة: أنطون تشيخوف (رقم 55) وجمهورية الأرجنتين (رقم 76) وهيرربات هيرايبتيان (رقم 78) وهاكوب أوشاكان (رقم 172).

### هياكل أخرى
- حديقة العشاق.
- محطة مترو المارشال باغراميان.
- محطة مترو بريكموتين.
- الكنيسة الانجيلية الارمنية.

## صور

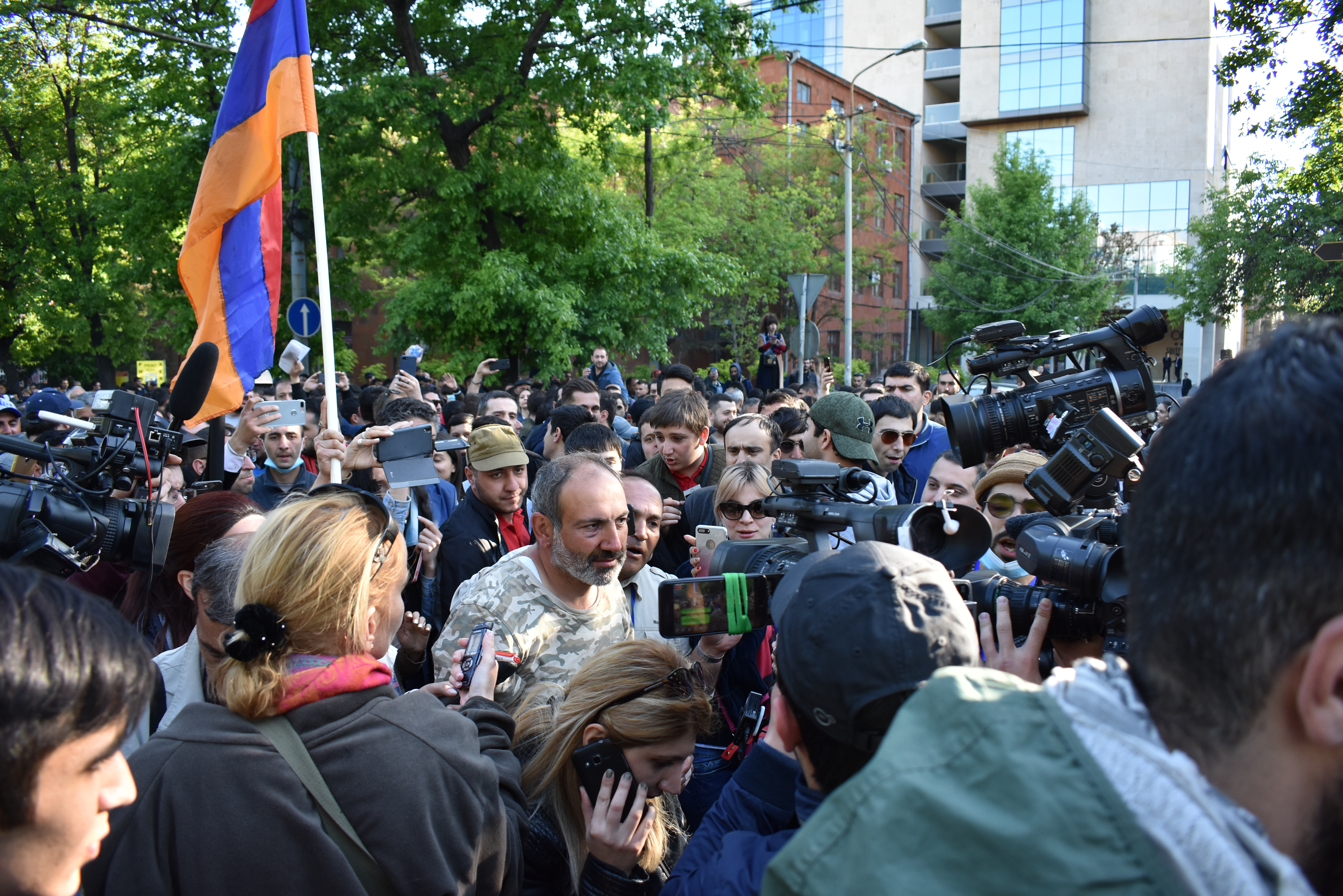
مظاهرة بالشارع
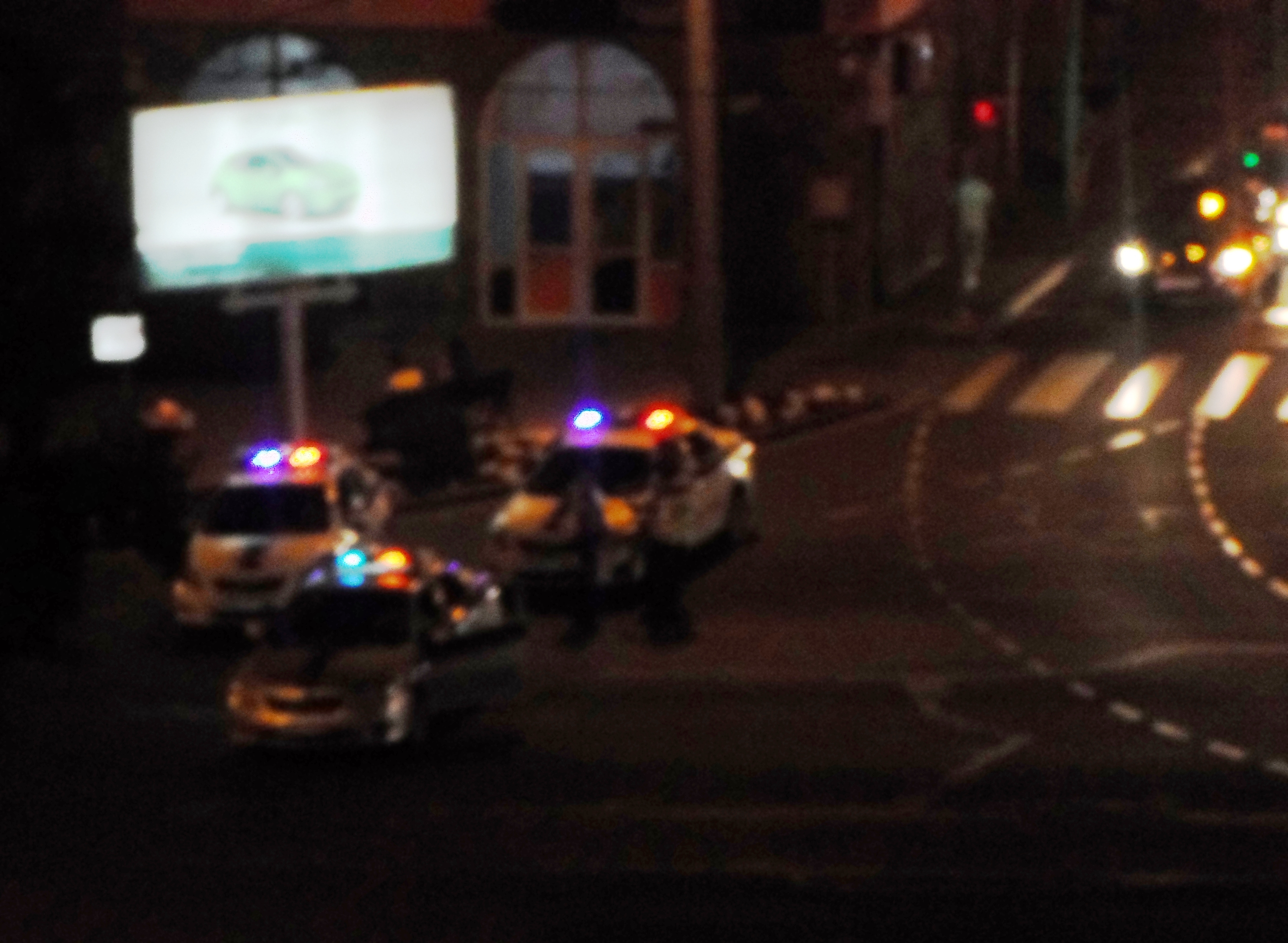
قوات الأمن بالجادة خلال الإحتجاجات
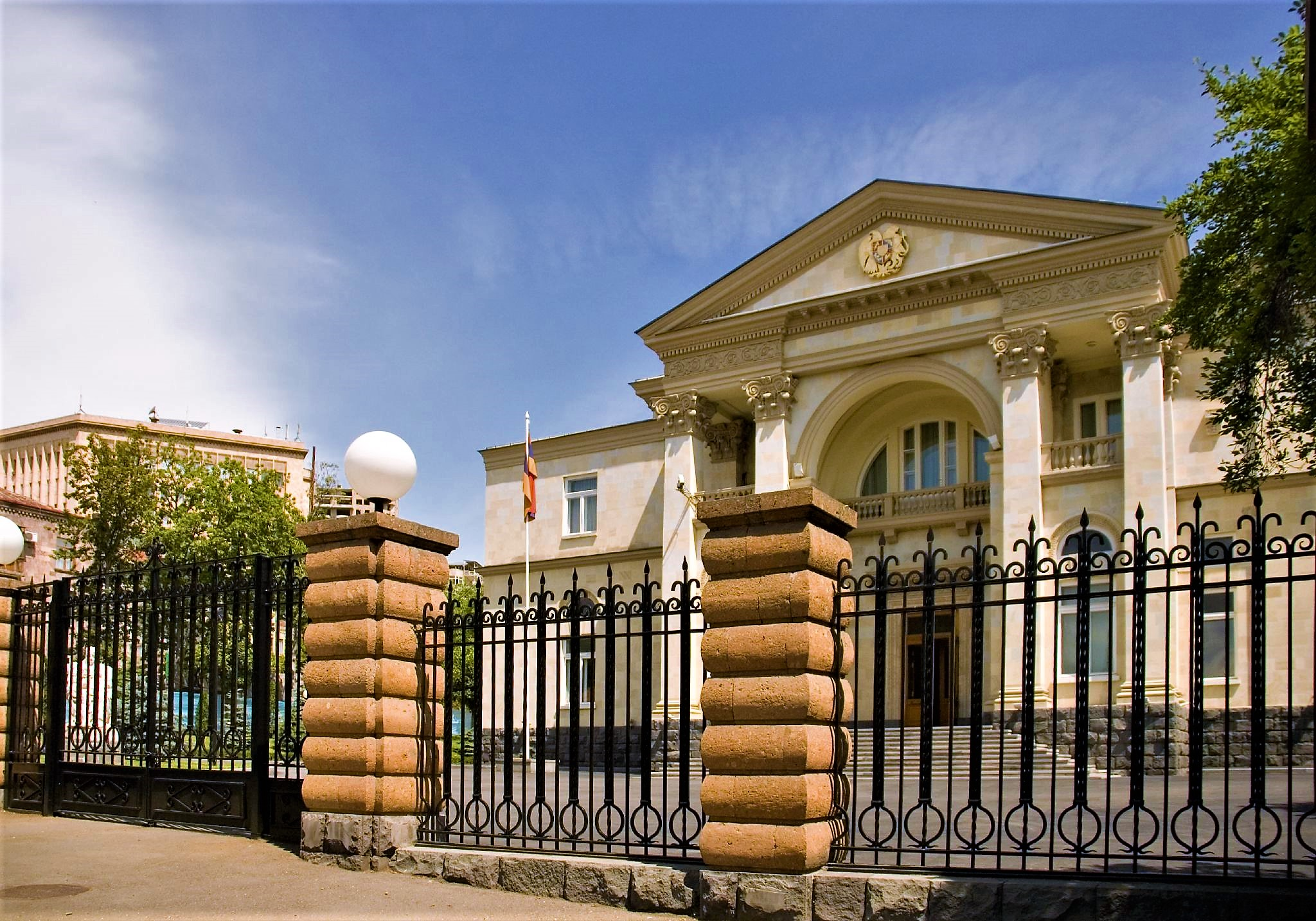
القصر الرئاسي